# Дроздова Лоза
Дроздо́ва Лоза́ (бел. Драздова Лаза) — деревня в составе Черноборского сельсовета Быховского района Могилёвской области Республики Беларусь.

## Население
- 2010 год — 4 человека